# Loyle Carner
Benjamin Gerard Coyle-Larner (nacido 6 de octubre de 1994), más conocido por el nombre artístico de Loyle Carner, es un actor y músico de hip hop inglés. Su sonido ha sido descrito por NME como "sensible y elocuente" y por The Guardián como "hip hop confesional". Fue criado por su madre y su padrastro, quien influyó en su talento desde muy joven, por lo que continuó su carrera musical.
Su nombre artístico, Loyle Carner, es un cucharonismo de su apellido de doble tonel, así como una referencia a su lucha de niñez con TDAH y la dislexia.

## Carrera

### Primeros años
Carner Nació en Lambeth, al sur de Londres, y fue criado en South Croydon por su madre, Jean, su padrastro, Nik, y su hermano más joven, Ryan. Ha tenido contacto mínimo con su padre, quién es de ascendencia Guyanesa. Ha sido diagnosticado con ADHD y dislexia.
A la edad de trece años, Carner tuvo un pequeño papel en la película de 2008 10,000 AC, acreditada como joven cazador. comenzó su educación secundaria en Whitgift  en Del South Croydon, se traslado a estudiar a la  Escuela Brit, y comenzó estudiar para obtener un título de actuación en el Centro de Arte Dramático. En 2014, Abandono el Centro de Arte Dramático después de su padrastro muriera de muerte inesperada repentina en epilepsia (SUDEP), y decidió centrarse en su música.

### Carrera de música
Carner dio su primer concierto oficial en The Button Factory en Dublín, Irlanda, en octubre de 2012, apoyando a MF Doom. Lanzó su primer EP en septiembre de 2014, titulado A Little Late, que fue bien recibido. Apoyó a Joey Badass en su gira por el Reino Unido y participó en la temporada de festivales del Reino Unido 2015, incluido el Festival de Glastonbury. Realizó una gira y colaboró con la poeta y artista de la palabra hablada Kate Tempest a fines de 2015. En octubre de 2015 tocó en el programa de la BBC Radio 1 de Huw Stephens como parte de su serie Piano Sessions. A finales de agosto de 2016, apoyó a Nas en su show en la O2 Academy Bristol. En el verano de 2016 publicó su primera colaboración junto a Tom Misch, titulada "Crazy Dream".
Su álbum debut, titulado Yesterday's Gone, fue lanzado el 20 de enero de 2017.
El 27 de julio de 2017, se anunció que Yesterday's Gone, fue nominado para el Premio Mercury 2017 (que finalmente ganó Sampha ).
En marzo de 2019, anunció que su álbum de segundo año, Not Waving But Drowning, se lanzará el 19 de abril de 2019 a través de AMF Records.

## Vida personal
El padrastro de Carner, conocido profesionalmente como Steven Vengeance, murió en febrero de 2014. En su álbum debut Yesterday's Gone , Carner usó muestras de las canciones de sus padrastros, con la canción del título escrita e interpretada por Vengeance junto con Misure La VerT para concluir el álbum.
Carner es un partidario del Liverpool FC, aunque en los conciertos usa la camisa Éric Cantona de su padrastro; Un apasionado partidario de Man United, Éric Cantona fue el ídolo de su padrastro. Carner nombró su gira 2016 después de Cantona en memoria de su padrastro. También apoya al club de fútbol escocés Rangers FC y fue citado, "Mi abuelo era un fanático de los Glasgow Rangers. Solíamos ir a ver a los Rangers jugar juntos ".

## Premios y nominaciones
| Año  | Organización / Evento | Premio | Trabajo | Resultado | Árbitro |
| ---- | --------------------- | --- | --- | --------- | ------- |
| 2017 | Premio Mercurio       | Álbum del año | rowspan="" style="background-color:none;color:black; text-align:center; vertical-align:middle;" \|             | [ 14 ]    |         |
| 2017 | NME                   | Las mejores canciones de 2017                                                                                      | rowspan="" style="background-color:none;color:black; text-align:center; vertical-align:middle;" \|             | [ 15 ]    |         |
| 2018 | Premios NME           | rowspan="" style="background-color:#Himself;color:black; text-align:center; vertical-align:middle;" \| \|          | [ 16 ] |           |         |
| 2018 | Premios NME           | Mejor Álbum soportado por Orange Amplification                                                                     | rowspan="3" rowspan="" style="background-color:none;color:black; text-align:center; vertical-align:middle;" \| | [ 17 ]    |         |
| 2018 | Premios Brit          | rowspan="2" rowspan="" style="background-color:#Himself;color:black; text-align:center; vertical-align:middle;" \| | [ 18 ] |           |         |
| 2018 | Premios Brit          | Solista masculino británico                                                                                        | [ 19 ] |           |         |

## Discografía

### Álbumes de estudio
| Título                   | Detalles                                                                                            | Posiciones de la tabla de picos | Certificaciones |
| Título                   | Detalles                                                                                            | Reino Unido <br>                | Certificaciones |
| ------------------------ | --------------------------------------------------------------------------------------------------- | ------------------------------- | --------------- |
| Lo de ayer se fue        | - Lanzamiento: 20 de enero de 2017 - Etiqueta: AMF Records - Formato: CD, descarga digital, vinilo. | 14                              | - BPI : Plata   |
| Not Waving, but Drowning | - Publicado: 19 de abril de 2019 - Etiqueta: AMF Records - Formato: CD, descarga digital, vinilo.   |                                 |                 |

### Jugadas extendidas
- Un poco tarde (2014)

### Individual

#### Como artista principal
| Título                                                                         | Año  | Posiciones de la tabla de picos                                                                                 | Álbum                        |
| Título                                                                         | Año  | Reino Unido <br>                                                                                                | Álbum                        |
| ------------------------------------------------------------------------------ | ---- | --- | ---------------------------- |
| "Tierney Terrace / Florence"                                                   | 2015 | rowspan="" style="background-color:#Non-album single;color:black; text-align:center; vertical-align:middle;" \| |                              |
| "Estrellas y fragmentos"                                                       | 2016 | - | Lo de ayer se fue            |
| "No CD" (featuring Rebel Kleff)                                                | 2016 | - | Lo de ayer se fue            |
| "La Isla de Arran"                                                             | 2016 | - | Lo de ayer se fue            |
| "Ottolenghi" (with Jordan Rakei)                                               | 2018 | 74 | No agitando, sino ahogándose |
| "No sabes" (with Rebel Kleff & Kiko Bun)                                       | 2019 | - | No agitando, sino ahogándose |
| "Finales sueltos" (with Jorja Smith)                                           | 2019 | 62 | No agitando, sino ahogándose |
| "-" denota una grabación que no se registró o no se publicó en ese territorio. |      | |                              |

| Título                                                                                   | Año  | Álbum                      |
| ---------------------------------------------------------------------------------------- | ---- | -------------------------- |
| "Camisones" (Tom Misch featuring Loyle Carner)                                           | 2015 | Beat Tape 2                |
| "Cuando voy a dejar de soñar" (Cadenza featuring Loyle Carner & Kiko Bun)                | 2015 |                            |
| "Sueño Loco" (Tom Misch featuring Loyle Carner)                                          | 2016 | Reverie — EP               |
| "Bebé de agua" (Tom Misch featuring Loyle Carner)                                        | 2018 | Geografía                  |
| "Es bueno estar en casa" (Barney Artist featuring Tom Misch, Loyle Carner & Rebel Kleff) | 2018 |                            |
| "¿Qué voy a hacer?" (Ezra Collective featuring Loyle Carner)                             | 2019 | No puedes robar mi alegría |

### Apariciones de invitados
| Título    | Año  | Otro (s) artista (s) | Álbum                       |
| --------- | ---- | -------------------- | --------------------------- |
| "1992"    | 2013 | Rejjie Snow          | Rejovich — EP               |
| "Agallas" | 2016 | Kate Tempest         | Speedy Wunderground - Año 2 |
| "Sombras" | 2017 | MANIK MC             | Midnight Express — EP       |